# Campanula glomeratiformis
Campanula glomeratiformis là loài thực vật có hoa trong họ Hoa chuông. Loài này được Murr ex Dalla-Torre & Sarnth. mô tả khoa học đầu tiên năm 1912.